# São José de Itaboraí
San José de Itaboraí es un barrio del municipio Itaboraí, Brasil. Pertenece al 6º distrito de la ciudad y es considerado uno de los barrios más importantes de municipio debido al Parque Paleontológico de São José que consta de gran número de fósiles.

## Historia
Destaca la exploración de cemento en la región, que comenzó alrededor del año 1928. La cuenca de San José Itaboraí con 1,341,552.50 m² ha sido utilizada como mina de piedra caliza para la industria del cemento.
En el año 1984, dejando un hoyo de unos 70 metros de profundidad, las actividades mineras cesaron. Poco a poco, el cava se ha ido llenando de agua (aguas subterráneas y las precipitaciones), produciendo un lago artificial. En sus orillas se pueden encontrar afloramientos con fósiles de Paleoceno y el Pleistoceno (mariscos, semillas, hojas, vertebrados). Marsupiales de la Era Terciaria (70 millones de años) y Eremotherium del Cuaternario (2 millones de años) se han reportado en la zona.
El 2 de abril de 1990, la ciudad de Itaboraí declaró el área de utilidad pública, y en diciembre de 1995, se creó el Parque Paleontológico Municipal mediante la Ley N.º 1.346/95, que prevé la existencia de un museo, senderos naturales, laboratorios geológicos e infraestructura para los visitantes. 
La cuenca presenta también los registros de ocupación humana en la región durante el Pleistoceno Medio.
- Datos: Q10375733